# Maria Àngels Ollé Romeu
Maria Àngels Ollé Romeu (San Sadurní de Noya, Alto Panadés 3 de agosto de 1937 - Reus, Bajo Campo, 1 de septiembre de 2019) fue una pedagoga, escritora y profesora universitaria catalana, establecida en Reus. Es conocida por haber publicado decenas de libros infantiles de iniciación a la lectura.

## Biografía
Se licenció en Filosofía y letras, y era  especializada en pedagogía, en la Universidad de Barcelona. Como profesora, trabajó enseñando lengua catalana de manera clandestina a la escuela Mowgli de Reus, durante el franquismo. Después colaboró esporádicamente con la Escuela Talitha del barrio barcelonés de Sarriá (actual Casa Orlandai), con profesionales referentes del sector, como Marta Mata. Poco después, empezó a publicar libros para la  iniciación de la lectura en lengua catalán el 1964 con el editorial La Galera, e ilustraciones de Pilarín Bayés, con el objetivo de remediar la carencia de materiales docentes en catalán. Posteriormente, trabajó más de veinticinco años como profesora titular en la Universidad Rovira i Virgili. Como autora, también ha colaborado en revistas y publicaciones periódicas como In -fàn -ci -a, Atril, Perspectiva Escolar, Comunicación Educativa y Caballo Fuerte, entre otros. Fue miembro del consejo de redacción de la revista In -fàn-cia y de la Asociación de Maestras Rosa Sensato. También colaboró con el proyecto Itinerarios lectores de la Institución de las Letras Catalanas. Se había casado con el abogado Ramon Marcer, del cual quedó viuda.  A partir de 2013 lideró en Reus el Pacto Nacional por el Derecho a Decidir. El noviembre de 2018 fue fundadora del colectivo solidario con los presos políticos catalanes Abuelos y Abuelas de Reus, que se concentra cada día laborable a las doce del mediodía a la Plaza del Mercadal. El julio de 2019 el pleno del Ayuntamiento de Reus aprobó concederle la Medalla de la Ciutat gracias a su trayectoria como pedagoga y escritora.
Después de su muerte, el Ayuntamiento de Reus anunció que le dedicaría una plaza con su nombre ante la escuela Mowgli.

## Publicaciones:
Su obra ha sido traducida al vasco, al francés, al castellano y al portugués.
- Los tres aviones amigos - Barcelona - Ed: La Galera - 1963
- Una cucharilla en la escuela - Barcelona - Ed: La Galera - 1963
- Brillando - Barcelona - Ed: La Galera - 1964
- Tula la tortuga - Barcelona - Ed: La Galera - 1964
- Mi gorrión - Barcelona - Ed: La Galera - 1964
- El barco bromista - Barcelona - Ed: La Galera - 1965 - Género: Narrativa
- Qué pasa en mi pueblo? - Barcelona - Ed: La Galera - 1965
- El gato y el loro - Barcelona - Ed: Nueva Zembla - 1966
- En la escuela - Barcelona - Ed: La Galera - 1971
- Miau, miau - Barcelona - Ed: La Galera - 1971
- Mi amigo - Barcelona - Ed: La Galera - 1971
- Ahora no llueve - Barcelona - Ed: La Galera - 1971
- La sopa - Barcelona - Ed: La Galera - 1971
- Del cielo caen cerezas - Barcelona - Ed: La Galera - 1972
- El rey, la reina y el ratón - Barcelona - Ed: La Galera - 1972
- La carta - Barcelona - Ed: La Galera - 1972
- Nieva nieve - Barcelona - Ed: La Galera - 1972
- La Quica - Barcelona - Ed: La Galera - 1972
- El cuento de la luna callada - Barcelona - Ed: La Galera - 1972
- Miel y requesón - Barcelona - Ed: La Galera - 1973
- Ayer - Barcelona - Ed: La Galera - 1973
- Pan y pez - Barcelona - Ed: La Galera - 1973
- El círculo - Barcelona - Ed: La Galera - 1979
- Rayas - Barcelona - Ed: La Galera - 1979
- Las galletas - Barcelona - Ed: La Galera - 1979
- Los zapatos - Barcelona - Ed: La Galera - 1979
- El ascensor - Barcelona - Ed: La Galera - 1979
- El cuadrado - Barcelona - Ed: La Galera - 1979
- El coche - Barcelona - Ed: La Galera - 1979
- El agujero - Barcelona - Ed: La Galera - 1979
- Las manos - Barcelona - Ed: La Galera - 1979
- La mona - Barcelona - Ed: La Galera - 1979
- La muñeca - Barcelona - Ed: La Galera - 1979
- El triángulo - Barcelona - Ed: La Galera - 1979
- El aprendiz - Barcelona - Ed: La Galera - 1979
- La fotografía - Barcelona - Ed: La Galera - 1979
- La caja - Barcelona - Ed: La Galera - 1979
- El catalejo - Barcelona - Ed: La Galera - 1979
- Los gigantes - Barcelona - Ed: La Galera - 1979
- El urbano - Barcelona - Ed: La Galera - 1979
- El amigo - Barcelona - Ed: La Galera - 1980 - Género: Narrativa
- Los años - Barcelona - Ed: La Galera - 1980
- Las partes del día - Barcelona - Ed: La Galera - 1980
- El calcetín - Barcelona - Ed: La Galera - 1980
- Las estaciones - Barcelona - Ed: La Galera - 1980
- El loro - Barcelona - Ed: La Galera - 1980
- Las hojas - Barcelona - Ed: La Galera - 1980
- El cuento - Barcelona - Ed: La Galera - 1980 - Género: Narrativa
- Las avellanas - Barcelona - Ed: La Galera - 1980
- El libro - Barcelona - Ed: La Galera - 1980 - Género: Narrativa
- Los días de la semana - Barcelona - Ed: La Galera - 1980
- El príncipe - Barcelona - Ed: La Galera - 1980
- La merienda - Barcelona - Ed: La Galera - 1980 - Género: Narrativa
- Cuando era pequeña - Barcelona - Ed: La Galera - 1980
- Los tres sabios - Barcelona - Ed: La Galera - 1980
- Los meses del año - Barcelona - Ed: La Galera - 1980
- Los gemelos - Barcelona - Ed: La Galera - 1980
- Los panellets - Barcelona - Ed: La Galera - 1980
- Las horas del día - Barcelona - Ed: La Galera - 1980
- La familia Massatard - Barcelona - Ed: La Galera - 1980
- El pobre labrador - Barcelona - Ed: La Galera - 1980
- El melón - Barcelona - Ed: La Galera - 1980
- La madre - Barcelona - Ed: Ediciones de la Magrana - 1981
- Adiós - Barcelona - Ed: Ediciones de la Magrana - 1981
- Pero no lo digas a nadie - Barcelona - Ed: Ediciones de la Magrana - 1981
- Tengo miedo - Barcelona - Ed: Ediciones de la Magrana - 1981
- Guía del maestro - Barcelona - Ed: Ondula - 1982
- Cuento contado - Barcelona - Ed: Ondula - 1982
- El juego del parxís - Barcelona - Ed: Ondula - 1984
- El nabo viajero - Barcelona - Ed: Ondula - 1987
- Los nabos - Barcelona - Ed: Ondula - 1987
- Dos perros llustrosos - Barcelona - Ed: Ondula - 1987
- Xalem - Barcelona - Ed: Ondula - 1988
- El submarino amarillo - Barcelona - Ed: Ondula - 1988
- Mi dietario - Barcelona - Ed: Ondula - 1988
- Samir - Barcelona - Ed: Ondula - 1988
- La moto - Barcelona - Ed: La Galera - 1989
- El sombrero del ruso - Barcelona - Ed: La Galera - 1989
- Columpia columpia - Barcelona - Ed: Ondula - 1989
- Quién quiere patinar? - Barcelona - Ed: La Galera - 1989
- El piano de cola - Barcelona - Ed: La Galera - 1989
- El barco se  va - Barcelona - Ed: La Galera - 1990
- El lazo de lana - Barcelona - Ed: La Galera - 1990
- El teléfono rojo - Barcelona - Ed: La Galera - 1990
- El juego de los coches - Barcelona - Ed: La Galera - 1992
- Un cuento sin cabeza ni pies -El Masnou - Ed: Manuel Salvat Villano - 1993
- La ratona... (varios títulos) - Barcelona - Ed: La Galera - 1994 - Género: Guion audiovisual -[Infantil]
- La visita de Sant Pere -Reus - Ed: Ayuntamiento - 1994
- Beceroles - Barcelona - Ed: Beascoa - 1997

- Premio Crítica Sierra de Oro de cuentos -1994 -Un cuento sin cabeza ni pies[2]